# Shuswap Indian Reserve
Shuswap Indian Reserve är ett reservat i Kanada.   Det ligger i provinsen British Columbia, i den södra delen av landet, 3 000 km väster om huvudstaden Ottawa.
I omgivningarna runt Shuswap Indian Reserve växer i huvudsak barrskog. Runt Shuswap Indian Reserve är det mycket glesbefolkat, med 3 invånare per kvadratkilometer.